# Shitei kata
Ne doit pas être confondu avec Tokui kata.
Les shitei-kata (littéralement « kata désigné ») étaient une liste de kata de karaté canoniques, créée en 1986 pour faciliter les compétitions « tous styles ». Chacun des 4 principaux styles de karaté a alors dû désigner 2 katas considérés comme les plus représentatifs du style. Jusqu'en 2000, ce sont les seuls kata autorisés dans les compétitions officielles de la WKF. 
Au fil des années 2000, cette liste est cependant assouplie au Japon, intégrant huit kata supplémentaires. Puis, en 2012, le shitei-kata devient définitivement obsolète, la Fédération autorisant tous les kata sans distinction.
Les shitei-kata de chaque style étaient les suivants :
- Shōtōkan-ryū : Jion et Kanku Dai
- Wadō-ryū : Seishan et Chintō
- Shitō-ryū : Sei Hei Shin et Bassai
- Gōju-ryū : Seipai et Saifa